# سلام (ألبوم لسامي يوسف)
سلام هو ألبوم غنائي للمنشد البريطاني المسلم سامي يوسف أطلق في 22 ديسمبر 2012 وهو يحتوي على 17 أغنية مدتها ساعة و 5 دقائق 

## قائمة الأغاني
1.سلام
2.ابتسامة
3.سعادة
4.كل ما احتاجه
5.انها لعبة
6.لإرشادك إلى المنزل
7.أينما كنت (إصدار اللغة الإنجليزية الصوتية)
8.أرض مجففة
9.أنا الأمل لديك
10.الوعود المنسية
11.المصدر
12.سماع مكالمتك
13.ألا بذكرك
14.بدونك (النسخة العربية الصوتية)
15.لإرشادك إلى المنزل (الإصدار الأساسي)
16.أينما كنت (النسخة الفارسية الصوتية)
17.أرض مجففة II (عمل الأستاذ باباك ردمانش)